# 生化危机 (1996年游戏)
《生化危機》是卡普空最初於1996年3月22日在日本發售的第三人稱固定視點恐怖動作解謎冒險遊戲，是生化危機系列的第一款作品。遊戲的畫面是以CG背景、第三人稱表現，遊戲監督為三上真司。剛推出時因它獨特的解謎事件及恐怖感而廣受歡迎。2001年卡普空曾宣布生化危機系列於任天堂GameCube獨佔，並將此作重製，發行於任天堂GameCube；這部2002年重製的《生化危機》重製版，於2015年再度發行高清復刻版（HD Remaster）。
原本遊戲預定以日语配音，但是由于总监三上真司认为西方人说日语会觉得很怪，加上當時日本配音員在遊戲里配得不够好而只製作了英语配音版。

## 剧情

### 故事
1998年7月24日，美国中西部城市浣熊市郊区发生了一宗离奇的谋杀案，浣熊市警局的特殊部隊S.T.A.R.S.被派去调查。在与B隊（Bravo）失去联系后，A隊（Alpha）被派去调查他们的行蹤。隨後A隊找到了B隊墜毀的直升机，并在现场降落，在那里他们突然受到一群殭屍犬的攻击，队员约瑟夫·佛洛斯特（Joseph Frost）遭到殺害。A队的直升机飞行员布萊德·维克斯（Brad Vickers）因惊慌失措而拋下隊員独自起飞逃離現場。团队的其余成员（克里斯·雷德菲爾、吉兒·范倫廷、亞伯·威斯卡和巴瑞·巴顿）被迫在附近的废弃洋馆中寻求庇护。
根据玩家控制的角色不同，克里斯或巴瑞在追逐过程中与团队的其他成员分开，并没有到达洋馆，因此進入洋館的队員决定分头去调查。在游戏过程中，玩家角色可能会遇到几位B隊的成员，包括S.T.A.R.S. B隊的队长安利可·馬里尼（Enrico Marini），他透露A隊其中一名成员是叛徒，隨后被某人從暗中槍殺。玩家角色最终得知，在生物医药公司保護傘公司的授权和监督下，一个秘密研究小组正在进行一系列的非法实验。漫游在洋馆及其周围地区的生物就是这些实验的结果，这些实验使洋馆的人员和各种动物和昆虫暴露在一种被称为T病毒的高传染性和突变性生物制剂中。
最後，玩家角色发现了一个秘密的地下实验室，里面有保護傘的实验品。在实验室裡，玩家遇到了威斯卡，他透露自己是被保护伞派遣至S.T.A.R.S.的间谍，并计划利用暴君杀死剩下的S.T.A.R.S.成员。然而，威斯卡卻不幸被暴君杀害。隨後玩家角色击败了暴君觸發实验室的自爆系统后，玩家角色到达停機坪，并设法联系布萊德返回洋館解救剩餘S.T.A.R.S.成员，这时玩家会与暴君進行最后一次对決。游戏有多种结局，取决于玩家在游戏过程中的关键点上的行动。

### 人物
| 主角                        | 其他角色 |
| --------------------------- | --- |
| 克里斯·雷德菲爾 吉兒·范倫廷 | 亞伯·威斯卡 蕾貝卡·錢伯斯 巴瑞·巴頓 布萊德·維克斯 艾德華·杜威 安利可·馬里尼 弗瑞斯特·史派爾 約瑟夫·弗洛斯特 肯尼斯·J·蘇利文 理查·艾肯 |

## 制作
《生化危机》是由卡普空的一些制作人所创建。他们之后成为卡普空制作工作室4的一部分。制作项目始于1993年，整个游戏制作耗时3年。《生化危机》的灵感来源于卡普空在1989年推出的游戏《甜蜜之家》。
在制作的最初六个月，三上独自一个人制作游戏。他在创制概念骨架、设计角色和写了40页脚本。多个《生化危机》的大楼的预渲染是受到1980年电影《闪灵》中的Overlook酒店的影响。

## 歷史
在1996年3月22日《生化危機》正式發售，成為PlayStation首個突破百萬銷量的遊戲。其後《生化危機》在1997年7月25日推出世嘉土星版。PlayStation版則再推出 導演剪辑版及再往後的振動版（Dual Shock ver.）。導演剪辑版在初始的版本中加插兩個模式：Beginner及Arrange。Original即元祖的版本。Beginner為適合初玩者的難度，遊戲中獲得的彈藥數為原本的兩倍。Arrange為再後期所製作的難度，這模式中的敵人能力、道具、解謎都與原版的不同，大概為後期GameCube的復刻版所鋪設的故事。

### 重製版
在製作《生化危機4》的途中，三上真司發佈了一系列生化危機系列的製作大計，其中包括在任天堂的GameCube上重新製作生化危機系列中的生化危機第一代，利用GameCube的3D性能，大幅度改善貼圖及光源的效果，並且重新人物的設計及故事上的編排。遊戲於2002年推出，但官方名字仍然是「生化危機」（Biohazard），往後此版本被玩家通稱為「生化危機重製版」（Biohazard Remake，或簡稱rebio），簡稱「新生」或「重生」。其後的《生化危機0》於「新生」後發售。
2015年再度推出「生化危機高畫質復刻版」（Biohazard HD Remaster）。

## 评价
| 汇总媒体     | 得分   | 得分                | 得分   | 得分   |
| 汇总媒体     | SS     | PS                  | DS     | PC     |
| ------------ | ------ | ------------------- | ------ | ------ |
| GameRankings | 不适用 | 87% 导演剪辑版：76% | 71%    | 80%    |
| Metacritic   | 不适用 | 91/100              | 71/100 | 不适用 |

| 媒体                 | 得分    | 得分                        | 得分   | 得分   |
| 媒体                 | SS      | PS                          | DS     | PC     |
| -------------------- | ------- | --------------------------- | ------ | ------ |
| 1UP.com              | 不适用  | 不适用                      | B      | 不适用 |
| AllGame              | [ 16 ]  | [ 17 ]                      | 不适用 | [ 18 ] |
| 电脑与电子游戏       | [ 19 ]  | [ 20 ]                      | 不适用 | 不适用 |
| 电子游戏月刊         | 32/40   | 35.5/40 导演剪辑版：17.5/40 | 不适用 | 不适用 |
| Game Informer        | 9/10    | 9.25/10                     | 不适用 | 不适用 |
| GameFan              | 262/300 | 294/300                     | 不适用 | 不适用 |
| Game Revolution      | 不适用  | A                           | 不适用 | A−     |
| GamesMaster          | 92%     | 不适用                      | 不适用 | 不适用 |
| GameSpot             | 7.3/10  | 8.2/10 导演剪辑版：6.9/10   | 7.9/10 | 7.2/10 |
| GameSpy              | 不适用  | 不适用                      | [ 36 ] | 不适用 |
| Hyper                | 不适用  | 90%                         | 不适用 | 不适用 |
| IGN                  | 不适用  | 8.7/10 导演剪辑版：8.9/10   | 7.0/10 | 不适用 |
| 次世代               | 不适用  | [ 41 ] [ 42 ]               | 不适用 | 不适用 |
| Fami通               | 32/40   | 38/40                       | 32/40  | 不适用 |
| Entertainment Weekly | 不适用  | A                           | 不适用 | 不适用 |
| Maximum              | 不适用  | [ 47 ]                      | 不适用 | 不适用 |
| Sega Saturn Magazine | 94%     | 不适用                      | 不适用 | 不适用 |

| 媒体                      | 奖项                                                          |
| ------------------------- | ------------------------------------------------------------- |
| 电子游戏月刊 （读者之选） | 年度游戏（亚军）， PlayStation年度游戏， 年度冒险游戏（亚军） |
| 电子游戏月刊 （编辑之选） | PlayStation年度游戏（亚军）, 年度冒险游戏（亚军）             |
| 5th GameFan Megawards     | 年度游戏（亚军）                                              |
| 电子游戏月刊              | 月度游戏                                                      |
| GameFan                   | 月度游戏                                                      |

PlayStation版本遊戲成为北美最佳销售游戏。同时在英国也是最佳销售遊戲。根据卡普空投资者相關網站，最初版本的《生化危機》共销售了275万份。

## 外部連結
- 日版官方網頁 （页面存档备份，存于）（日語）
- BIOHAZARD Deadly Silence（日語）